# Hülben
Hülben là một thị xã nằm ở huyện Reutlingen, thuộc bang Baden-Württemberg, Đức.